# David Reinbacher
David Reinbacher (* 25. října 2004, Hohenems) je rakouský hokejový obránce hrající za tým EHC Kloten ve švýcarské NLA. Ve vstupním draftu NHL v roce 2023 byl draftován Montrealem Canadiens jako pátý v celkovém pořadí.

## Hráčská kariéra
Reinbacher hrál v mládí ve Švýcarsku za Rheintal a Bülach, než přestoupil do Klotenu do mužstva do 15 let. Objevoval se v rámci juniorského týmu EHC Kloten a v sezóně 2021/22 si Reinbacher odbyl svůj profesionální debut ve švýcarské druhé nejvyšší soutěži. Na draftu v Nashvillu si Reinbachera jako pátého v celkovém pořadí vybrali Montreal Canadiens a generální manažer týmu Kent Hughes ho označil za „diamant s velkým potenciálem“. Stal se tak nejvýše draftovaným rakouským bruslařem v historii NHL vedle Thomase Vaneka, který byl vybrán ve stejném pořadí o dvacet let dříve. Rozhodnutí Canadiens bylo kontroverzní vzhledem k tomu, že přešli přes Matveje Mičkova, který byl mnohými považován za nejtalentovanějšího hráče, který byl v té době ještě k dispozici a kterého si následně vzala Philadelphia Flyers. Kritika na sociálních sítích přitáhla pozornost sociálních médií, zejména kvůli údajným urážlivým vzkazům na adresu samotného Reinbachera.
5. července 2023 Canadiens oznámili, že Reinbacher podepsal s organizací tříletou nováčkovskou smlouvu.

## Reprezentace
Reinbacher reprezentoval Rakousko na Mistrovství světa juniorů v ledním hokeji 2023 a v průměru odehrál více než 26 minut za zápas.

## Statistiky

### Klubové statistiky
| Sezóna      | Klub         | Soutěž      |    | Základní část | Základní část | Základní část | Základní část | Základní část |   | Play off | Play off | Play off | Play off | Play off |
| Sezóna      | Klub         | Soutěž      | Z  | G             | A             | B             | TM            | Z             | G | A        | B        | TM       |          |          |
| 2021/22     | EHC Kloten   | U20-Elit    | 23 | 9             | 13            | 22            | 12            | 3             | 0 | 1        | 1        | 2        |          |          |
| 2021/22     | EHC Kloten   | SL          | 27 | 1             | 10            | 11            | 4             | 14            | 0 | 0        | 0        | 10       |          |          |
| 2022/23     | EHC Kloten   | NLA         | 46 | 3             | 19            | 22            | 26            | 3             | 1 | 1        | 2        | 2        |          |          |
| 2023/24     | EHC Kloten   | NLA         | 35 | 1             | 10            | 11            | 18            | –             | – | –        | –        | –        |          |          |
| 2023/24     | Laval Rocket | AHL         | 11 | 2             | 3             | 5             | 4             | –             | – | –        | –        | –        |          |          |
| NLA celkově | NLA celkově  | NLA celkově | 81 | 4             | 29            | 33            | 44            | 3             | 1 | 1        | 2        | 2        |          |          |

### Reprezentace
| Rok                       | Tým                       | Soutěž                    | Z  | G | A | B | TM |
| ------------------------- | ------------------------- | ------------------------- | -- | - | - | - | -- |
| 2022                      | Rakousko                  | MS-18                     | 5  | 0 | 1 | 1 | 0  |
| 2022                      | Rakousko                  | MS-20                     | 4  | 0 | 2 | 2 | 4  |
| 2023                      | Rakousko                  | MS-20                     | 5  | 0 | 2 | 2 | 0  |
| 2023                      | Rakousko                  | MS                        | 4  | 0 | 1 | 1 | 2  |
| Juniorská kariéra celkově | Juniorská kariéra celkově | Juniorská kariéra celkově | 14 | 0 | 5 | 5 | 4  |
| Seniorská kariéra celkově | Seniorská kariéra celkově | Seniorská kariéra celkově | 4  | 0 | 1 | 1 | 2  |